# José Mujica

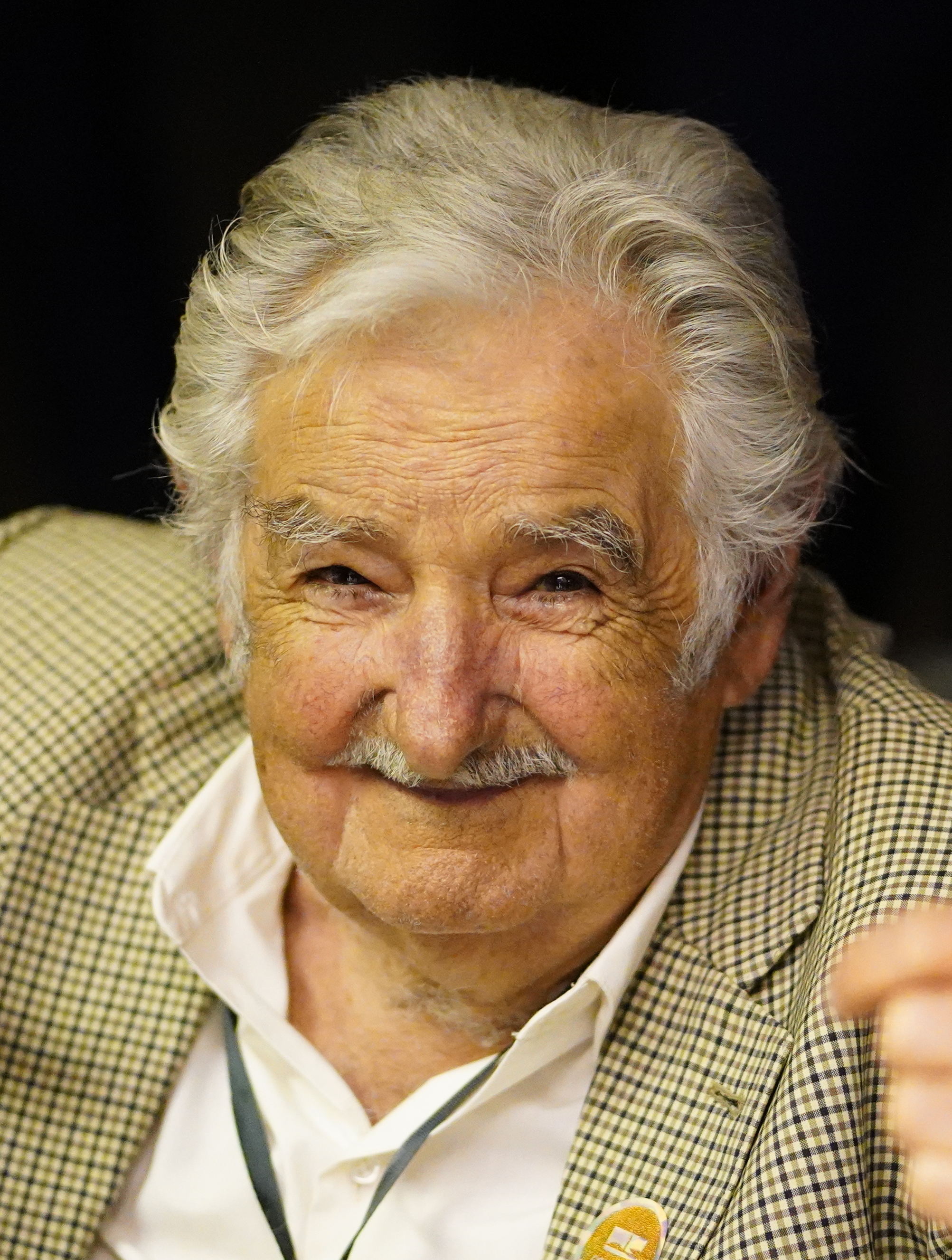
José Mujica (2023)

José Alberto Mujica Cordano (* 20. Mai 1935 in Montevideo; † 13. Mai 2025 ebenda), allgemein bekannt als Pepe Mujica, war ein linker und progressiver uruguayischer Politiker. Er war von 2010 bis 2015 Präsident Uruguays. Mujica genoss während seiner Präsidentschaft eine hohe Popularität, nicht nur wegen seiner Politik, sondern auch wegen seines Auftretens und seines bescheidenen einfachen Lebensstils. Von Beruf war er Blumenzüchter.

## Leben
Mujica wurde im Stadtbezirk Paso de la Arena im Westen von Montevideo als Sohn von Demetrio Mujica und Lucy Cordano geboren. Sein Vater, ein später verarmter kleiner Estanciero, war baskisch-italienischer Herkunft; seine Vorfahren stammten aus der Ortschaft Muxika. Ein Urgroßvater aus armer italienischer Familie (der Vater seiner Großmutter väterlicherseits) gehörte dem herreristischen Blanco-Flügel an und war mehrfach Edil (ein politischer Mandatsträger im südamerikanischen Raum) in Colonia. Mujicas in Carmelo geborene Mutter war ebenfalls italienischer Herkunft, ihre Vorfahren waren Weinbauern aus dem Piemont, die fünf Hektar in Colonia Estrella in der Calera de las Huérfanas erwarben. Mujicas Eltern bekamen nach José 1940 noch eine Tochter, seine jüngere Schwester María Eudosia Mujica Cordano. Diese starb am 8. August 2012 mit 71 Jahren.
Der Vater starb früh, José Mujica befand sich im dritten Schuljahr. Seine Mutter war fortan alleinerziehend und betrieb den familiären Blumenzuchtbetrieb unter Mithilfe ihrer Kinder. Die japanischen Nachbarn, ebenfalls Blumenzüchter, unterstützten die Familie. Später übernahm er den Blumenzuchtbetrieb seiner Mutter.
Mujica besuchte in seinem Geburtsviertel ab dem sechsten Lebensjahr die Grundschule Escuela Nº 150 und ging später auf das Liceo (Gymnasium). Nach Abschluss des Liceos besuchte er vorbereitende Kurse am rechtswissenschaftlichen Zweig des Instituto Alfredo Vázquez Acevedo (IAVA), setzte diesen Ausbildungsweg jedoch nicht fort.
Zwischen seinem 13. und dem 17. Lebensjahr betrieb er Radsport und nahm an mehreren Rennen teil.
Wegen seiner Tätigkeit in der Guerillabewegung Movimiento de Liberación Nacional – Tupamaros verbrachte er Jahre im Gefängnis, überwiegend in Einzelhaft.
Von 2005 bis zu seinem Tod war Mujica mit der MPP-Senatorin Lucía Topolansky verheiratet, mit der er bereits seit der Zeit seiner im Zuge der Amnestie vom 8. März 1985 erfolgten Entlassung aus dem Gefängnis liiert war. Sie war eine politische Weggefährtin und ehemalige Vizepräsidentin des Landes.
Mujica bekannte sich zum Atheismus.
Im April 2024 gab Mujica seine Erkrankung an Speiseröhrenkrebs bekannt. Anfang 2025 bat er aufgrund seiner Streuung darum, künftig von Presseanfragen und Besuchen abzusehen.
Am 13. Mai 2025 starb er eine Woche vor seinem 90. Geburtstag in seiner kleinen Finca in Rincón del Cerro, wo er seit Jahrzehnten gelebt hatte. In seinem letzten Interview äußerte er den Wunsch, er wolle im Garten seiner Farm an der Seite seiner Hündin unter einem Baum, den er selber gepflanzt habe, beerdigt werden.

### Einfacher Lebensstil
Mujica verfolgte auch während seiner Präsidentschaft soweit möglich ein einfaches Leben. Er lebte weiterhin auf seinem kleinen Bauernhof („Chacra“) in Rincón del Cerro, ein Barrio von Paso de la Arena am Stadtrand von Montevideo und verfolgte dort in seiner Freizeit Gärtnerei und Blumenzucht. Privat fuhr er immer noch seinen alten VW Käfer.
Von dem monatlichen Präsidentengehalt in Höhe von 12.500 US-Dollar behielt er lediglich 10 %, weshalb er als „ärmster Präsident der Welt“ beschrieben wurde. Den Rest spendete er an kleine Unternehmen und NGOs. Das sei genug Gehalt, so sagte er, schließlich lebten viele Bürger mit noch weniger. Auch seine Frau spendete einen großen Teil ihrer Einkünfte.

## Politische Karriere

Logo des Movimiento de Liberación Nacional – Tupamaros

In seiner Jugend war Mujica politisch in einer Gruppierung der Partido Nacional im Umfeld des seinerzeitigen Arbeits- und Industrieministers Enrique Erro aktiv. Gemeinsam mit Raúl Sendic und anderen Weggefährten gründete er sodann Mitte der 1960er Jahre den Movimiento de Liberación Nacional – Tupamaros (MLN-T). Innerhalb dieser Bewegung gehörte er der als Los rehenes bezeichneten Gruppierung um den Gründer und Anführer Raúl Sendic und Eleuterio Fernández Huidobro an. Aufgrund dieser Tätigkeit wurde er inhaftiert.
Mujica saß fast 15 Jahre in Haft, die meisten davon während der uruguayischen Militärdiktatur (1973–1985), deren Überwindung er sich mit seinen Mitstreiterinnen der Stadtguerilla Tupamaros verschrieben hatte. Mujica wurde viermal inhaftiert und war an zwei Ausbrüchen beteiligt. Der Gefängnisausbruch im September 1971 wurde legendär, als 106 Guerilleros aus dem Gefängnis Punta Carretas in Montevideo durch einen langen, monatelang gegrabenen Tunnel entkamen. Aber Mujica wurde erneut verhaftet und gehörte 1972 zu den „neun Geiseln“ des Militärregimes, die hingerichtet werden sollten, wenn die Tupamaros wieder zu den Waffen greifen würde. Mujica überlebte schließlich doch Gefängnis und Folter, wenngleich gezeichnet. Er erkrankte schwer an einem Blasenleiden und verlor eine Niere.
Nachdem die Demokratie in Uruguay 1985 wiederhergestellt worden war, wurde José Mujica zusammen mit anderen Tupamaros aus dem Gefängnis entlassen.
Die Tupamaros gründeten 1989 die Partei Movimiento de Participación Popular (MPP).

Flagge der Frente Amplio

1994 wurde er als Abgeordneter für das Departamento Montevideo in die Cámara de Representantes und 1999 als Senator gewählt. Vom 15. Februar 1995 bis 14. Februar 2000 war er somit Abgeordneter der Frente Amplio im uruguayischen Repräsentantenhaus, anschließend ab dem 15. Februar 2000 bis zunächst 14. Februar 2005 für das Parteienbündnis Partido Encuentro Progesista/Frente Amplio Mitglied des uruguayischen Senats. 2004 hatte er dabei das Amt des Dritten Vizepräsidenten des Senats inne. Nach seiner Wiederwahl schloss sich eine weitere Amtszeit als Senator als Repräsentant des Encuentro Progresista/Frente Amplio/Nueva Mayoría-Bündnisses an. Seit seiner Ernennung durch Tabaré Vázquez am 1. März 2005 bis zum 3. März 2008 hatte er das Amt des Ministers für Viehzucht, Landwirtschaft und Fischerei inne. Bis zu seinem Rücktritt am 24. Mai 2009 war Mujica Führer des Movimiento de Participación Popular (MPP), des mehrheitlichen Sektors des linken Parteienbündnisses Frente Amplio.
Im Juni 2009 wurde Mujica, der den brasilianischen Präsidenten Luiz Inácio Lula da Silva als sein Vorbild bezeichnete, zum Kandidaten des Linksbündnisses Frente Amplio für die Präsidentschaftswahl gewählt. Im ersten Durchgang am 25. Oktober 2009 verfehlte er die absolute Mehrheit mit 48 Prozent der Stimmen knapp. In der Stichwahl am 29. November 2009 erreichte er circa 53 Prozent der Stimmen und setzte sich damit gegen seinen konservativen Konkurrenten Luis Alberto Lacalle durch.
Im Oktober 2011 unternahm Mujica erstmals in seiner Funktion als Staatspräsident eine zehntägige offizielle Europa-Reise, bei der er Schweden, Norwegen, Belgien und Deutschland besuchte.
Im September 2013 hielt Mujica auf der Generalversammlung der Vereinten Nationen einen längeren Vortrag über Menschheit und Globalisierung.
Im August 2014 schloss Mujica aus, bei den Wahlen im Jahr 2015 als Kandidat für das Amt des Intendente in Montevideo anzutreten. Nach seiner Präsidentschaft machte er als Senator weiter. Bei den Wahlen im Oktober 2014 errang er mit deutlicher Mehrheit einen Sitz im uruguayischen Senat.
Im Oktober 2020 gab Mujica in Folge der Corona-Pandemie aufgrund seines geschwächten Immunsystems sein Amt als Senator auf und beendete damit seine politische Karriere. Ständig im Büro zu sitzen, sei keine Alternative dazu, rauszugehen und mit Menschen zusammenzukommen.

## Politische Positionen
Im Laufe der Jahre entwickelte Pepe Mujica pragmatische Züge. Vor seiner Wahl zum Präsidenten 2009 wurde er vom Guardian als „charismatischer, ehemaliger Guerillero mit einem Talent, den Rest Südamerikas zu beleidigen“ beschrieben. Gleichzeitig schmiedete Mujica Allianzen mit vielen weiteren Regierungen des links-progressiven politischen Spektrum Lateinamerikas. So unterstützte er öffentlich die Politik von Brasiliens Präsident Luiz Inácio Lula da Silva und sprach sich gegen eine internationale Isolation des Irans aus.
In Mujicas Amtszeit fielen eine Reihe von sozialpolitischen Maßnahmen. Ferner startete er eine Diversifizierung des Energiesektors und begann, Uruguays Abhängigkeit vom Erdölimport durch den Ausbau Erneuerbarer Energiequellen zu reduzieren. Aus seiner Amtszeit bleiben vor allem drei Gesetze in Erinnerung: die Legalisierung der Abtreibung Ende 2012 sowie 2013 die Anerkennung der gleichgeschlechtlichen Ehe und die staatliche Regulierung des Marihuanamarktes. Uruguay war das weltweit erste Land, in dem der Verkauf von begrenzten Mengen Cannabis in Apotheken an registrierte Konsumenten legal wurde und der Anbau unter staatlicher Kontrolle erfolgte. Dies führte sogar zur Nominierung Mujicas für den Friedensnobelpreis.
Zum Ende seiner fünfjährigen Präsidentschaft 2015 wurde Uruguay eine ökonomische und sozialpolitische Stabilität attestiert, von der „seine Nachbarstaaten nur träumen könnten“. Mujica hatte eine Beliebtheitsrate von fast 70 Prozent. Das lag weit über der Zustimmung bei seinem Sieg in der Stichwahl um die Präsidentschaft 2009 von fast 53 Prozent der Stimmen.
In einem Interview für die österreichische Tageszeitung Der Standard umschrieb Mujica 2015 seine politische Maxime in Anlehnung an seine Zeit als Aktivist der Untergrundbewegung Tupamaros:

„Wir wollten eine perfekte Welt. Wir wollten, dass Menschen mehr zu essen, ein Dach über dem Kopf, bessere Gesundheit und Bildung haben. Nichts ist schöner als das Leben, und gleich danach kommt die Gesellschaft. Der Mensch braucht die Gemeinschaft. Er ist, anthropologisch gesehen, Sozialist.“

Im 2023 hielt er eine Rede vor Studenten und erklärte, seine ungestümen Jugendjahre seien ein Fehler gewesen, es gebe nichts Besseres als Demokratie. Dies wurde Teil seiner letzten öffentlichen Wortmeldung im Januar 2025:

„Es gibt nichts Besseres als Demokratie. Als ich jung war, dachte ich nicht so, das ist wahr. Ich hatte Unrecht. Aber heute kämpfe ich dafür. Es ist keine perfekte Gesellschaft, aber es ist die Bestmögliche.“

In jenem Interview verabschiedete er sich öffentlich von seinen Mitbürgern und fügte die Mahnung bei:

„Es ist leicht, diejenigen zu respektieren, die so denken wie man selbst, aber man muss lernen, dass die Grundlage der Demokratie der Respekt für diejenigen ist, die anders denken.“

## Dokumentationen und Filme
- Tupamaros (Rainer Hoffmann und Heidi Specogna, 1997). In dem Film erzählen José Mujica und frühere Mitstreiter die Geschichte ihrer Bewegung.
- Pepe Mujica – Der Präsident (Heidi Specogna, 2015).[38] Der Film zeigt Ausschnitte aus dem Alltag des Präsidenten.
- Álvaro Brechner realisierte 2018 den Film La noche de 12 años (Spanien, Uruguay, Frankreich, Argentinien 2018, 123 Minuten; deutsch „Tage wie Nächte“), der bei den Filmfestivals in Venedig, San Sebastian/Donostia und Huelva gezeigt wurde. In diesem Film wird José Mujica vom Schauspieler Antonio de la Torre Martín dargestellt.[39]
- El Pepe: Ein Leben an höchster Stelle (El Pepe, Una Vida Suprema). Von Emir Kusturica. 2018.[40]